# St Michael's Church (Eriskay)
St Michael's Church, officieel St Michael's of the Sea genaamd, in het Schots-Gaelisch Eaglais Naomh Mhicheil, is een 20e-eeuwse rooms-katholieke kerk, gelegen in Haun op Eriskay in de Schotse Buiten-Hebriden.

## Geschiedenis
St Michael's Church is een simpele neogotische kerk, gebouwd in 1903 door pastoor Allan MacDonald. De kerk is gewijd aan de aartsengel Michaël.
In 2001 kwam de Eriskay Causeway gereed, een stenen dam die Eriskay verbindt met South Uist. De parochie van Eriskay werd vervolgens samengevoegd met de parochie van St Peter's in Daliburgh op South Uist. De parochie behoort tot het diocees Argyll & The Isles.

## Bouw
De oriëntatie van St Michael's Church is zuidzuidwest-noordnoordoost. Het kerkgebouw is rechthoekig met een apsis aan het noordelijke uiteinde. In de apsis bevindt zich het altaar. Het ingangsportaal bevindt zich aan de zuidoostelijke zijde van de kerk. Op dit portaal staat een kleine klokkentoren.
Bij het ingangsportaal, los van de eigenlijke kerk, staat een kerkbel opgesteld, die afkomstig van het Duitse slagschip Derflinger, dat zonk bij Scapa Flow.
De apsis wordt gescheiden van het schip door een drietal houten bogen. In de apsis staat het altaar, dat gemaakt is van de boeg van een reddingssloep van de HMS Hermes. Deze sloep was overboord geslagen toen dit schip meedeed aan een oefening bij Saint Kilda en spoelde aan bij Pollachar, ongeveer 4,5 kilometer ten noordwesten van Haun.
Achter in de kerk, aan de zuidzijde van het gebouw, bevindt zich een houten galerij met balustrade.

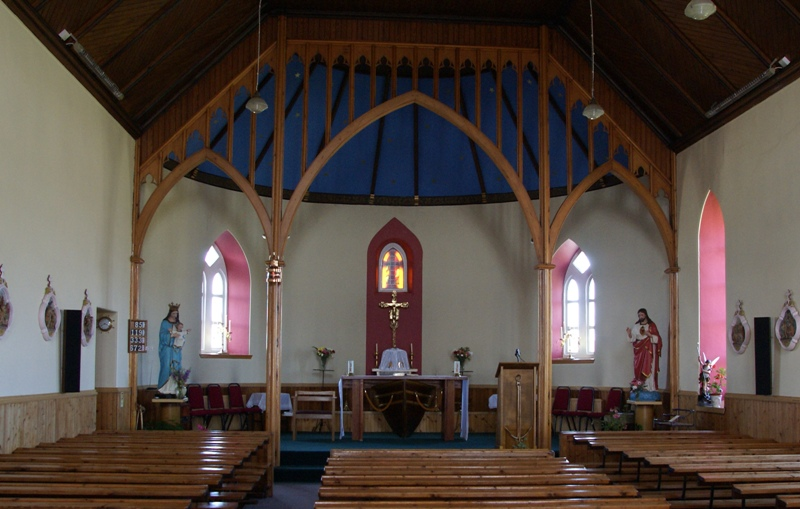
Interieur: het altaar in de apsis is gemaakt van de boeg van een reddingssloep